# Ernest Saint-Charles Cosson

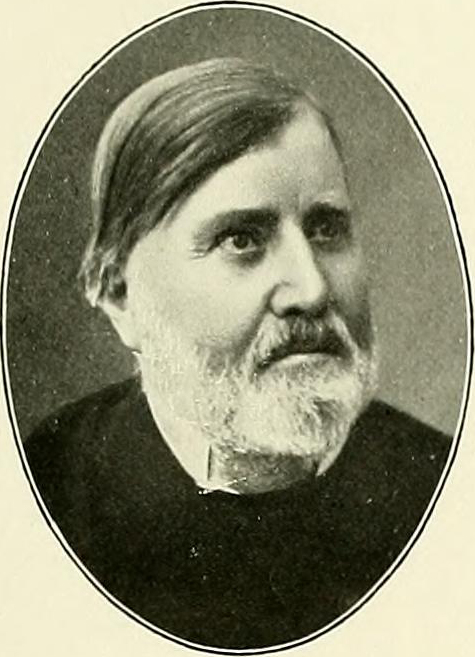
Ernest Cosson

Ernest Saint-Charles Cosson (* 22. Juli 1819 in Paris; † 31. Dezember 1889 ebenda) war ein französischer Botaniker. Sein offizielles botanisches Autorenkürzel lautet „Coss.“

## Leben
Cosson sollte erst wie sein Vater Geschäftsmann werden, studierte dann aber Medizin mit dem Abschluss in Chirurgie 1847 und befasste sich nebenbei mit Botanik, wobei er ein Schüler von Adrien de Jussieu war.
Mit Jacques Nicolas Ernest Germain de Saint-Pierre (1815–1882) verfasste er einen Atlas der Flora der Umgebung von Paris. Cosson sammelte besonders in Algerien, wohin ihn 1852 bis 1861 zehn Reisen führten, die er selbst finanzierte, und in Tunesien. Jean-Louis Kralik war Kurator seines bedeutenden Herbariums, das mit etwa 500 000 Belegen eines der größten seiner Zeit war und an das Muséum national d’histoire naturelle ging.
Ab 1873 war er Mitglied der Académie des sciences. 1863 und 1880 war er Präsident der Société botanique de France.

## Ehrungen
Nach Cosson wurde die Gattung Cossonia Durieu aus der Familie der Kreuzblütler (Brassicaceae) benannt. Die Gattung Diserneston Jaub. & Spach aus der Familie der Doldenblütler (Apiaceae) ehrt Cosson und Jacques Nicolas Ernest Germain de Saint Pierre, die beide den Vornamen Ernest haben. Beide zusammen hatten mehrmals Floren für die Umgebung von Paris herausgegeben.

## Schriften
- mit Jacques Nicolas Ernest Germain de Saint-Pierre: Atlas de la flore des environs de Paris ou illustrations de toutes les espèces des genres difficiles et de la plupart des plantes litigieuses de cette région, Paris: Fortin, Masson 1845
- mit Michel Charles Durieu de Maisonneuve: Introduction à la Flore d'Algérie, 1854
- Le règne végétal en Algérie: considérations générales sur l'Algérie, sur sa végétation spontanée et ses cultures, Paris, impr. de A. Quantin, 1879
- Illustrationes Florae atlanticae: seu Icones plantarum novarum, rariorum vel minus cognitarum, in Algeria, necnon in regno Tunetano et imperio Maroccano nascentium, 2 Bände, Paris, 1882, 1897